# Darrius Garrett
Darrius Garrett (ur. 11 kwietnia 1990 w Raleigh) – amerykański koszykarz, posiadający także rwandyjskie obywatelstwo, występujący na pozycjach skrzydłowego oraz środkowego, obecnie zawodnik Iraklisu Saloniki.

## Kariera
8 września 2015 został zawodnikiem BM Slam Stali Ostrów Wielkopolski. 11 września 2016 podpisał umowę z libańskim Hoops Club.
3 września 2018 dołączył do PAOK-u Saloniki.
29 sierpnia 2019 zawarł umowę z greckim Iraklisem Saloniki.

## Osiągnięcia
Stan na 25 października 2019, na podstawie, o ile nie zaznaczono inaczej.
NCAA
- Uczestnik rozgrywek:
  - Sweet 16 turnieju NCAA (2011)
  - turnieju NCAA (2010, 2011)
- Mistrz turnieju konferencji Atlantic 10 (2011)
- Wybrany do I składu defensywnego Atlantic 10 (2012)

Drużynowe
- Finalista pucharu Grecji (2019)

Indywidualne
- Lider:
  - w zbiórkach ligi bułgarskiej (2018)
  - w blokach ligi szwajcarskiej (2013)

Reprezentacja
- Uczestnik kwalifikacji do mistrzostw świata (2017)